# گردان ۷۱ ویژه
گردان ۷۱ ویژه (عربی: الکتیبة الخاصة ۷۱ (الأردن)) یا گردان ۷۱ ضدتروریسم، یک گردان نیروهای ویژه اردن است که متخصص در مبارزه با تروریسم است. این گردان در سال ۱۹۷۳ تأسیس شد و امروزه یکی از بهترین واحدهای نیروهای ویژه آموزش دیده در خاورمیانه شناخته شده‌است.

## عملیات

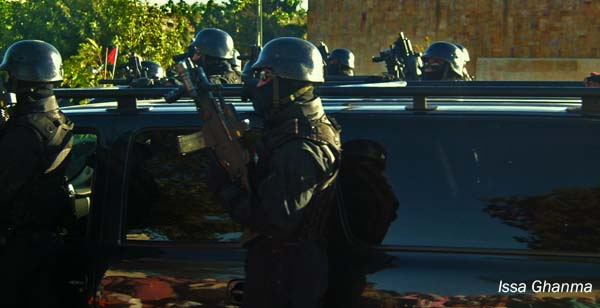
پرسنل گردان ۷۱ ویژه در جریان یک نمایش درنمایشگاه نیروهای عملیاتی ویژه.

این گردان در چندین عملیات شرکت کرده‌است.
- در سال ۱۹۷۷ آنها در پایان دادن به محاصره یک هتل در امان شرکت کردند.[۳]
- در سال ۲۰۰۶، پس از بمبگذاری‌های امان در سال ۲۰۰۵، این گردان با همکاری دایره مخابرات عمومی اردن در چندین عملیات شرکت کرد که منجر به دستگیری زیدی خلف الکربولی در عراق شد.[۴]
- در سال ۲۰۱۳، شاهزاده حسین بن عبدالله دوم در یک جلسه آموزشی پرسنل گردان ۷۱ شرکت کرد.[۵]
- در ۲۲ ژوئن ۲۰۱۴، در واکنش به تهدید داعش که شهر عراق رطبه در نزدیکی مرز اردن را گرفته بود، این گردان به آن منطقه فرستاده شد.[۶]
- در ۱ مارس سال ۲۰۱۶ این گردان با شبه نظامیان افراطی در شهر اربد در شمال اردن به عنوان بخشی از تلاش اداره کل اطلاعات برای مقابله با برنامه‌های تروریستی وابستگان داعش علیه اهداف نظامی و غیرنظامی در اردن با این نیروی تروریستی درگیر شد.[۷]
- این گردان در حوادث حمله کرک ۲۰۱۶ به قلعه کرک فرستاده شد.[۸]